# Station Kildale
Kildale is een spoorwegstation van National Rail in Kildale, Hambleton in Engeland. Het station is eigendom van Network Rail en wordt beheerd door Northern Rail. 